# Cavriglia
Cavriglia es una localidad y comune italiana, ubicada en el Valdarno Superior, de la provincia de Arezzo, región de Toscana, con 9.076 habitantes.

## Historia
Los primeros asentamientos humanos son muy antiguos, como lo demuestran algunos hallazgos arqueológicos (de la época romana y etrusca en Cavriglia y Montaio, de la época etrusca en SERET) y los topónimos locales. Son así abundantes los toponímicos de origen etrusco y latino (La Habana, Casignano, Seco, y el mismo Cavriglia Caiano - de Caprilius).
La ladera de Monti del Chianti que ocupaba territorio cavrilense fue casi con seguridad atravesado por un camino de la época romana que conectaba Valdarno con el valle de Greve (Fiume), pasando por Cintoia. Esta presencia es testimoniada por algunos toponímicos (Casa Migliarina, Monte de Termini, Limite) y por el descubrimiento de trechos de pavimento, pero sobre todo por el alineamiento, a lo largo de este hipotético itinerario, de algunas iglesias plebeyas (notablemente veraces y propiamente "señaladas"): Petrolo, iglesia de San Juan Bautista, (San Giovanni Battista, en italiano), Iglesia de San Pancracio e Iglesia de San Rómulo (Romolo, en italiano) en Gaville. De estas iglesias, dos, la de San Juan y la de San Pancracio, están ubicadas dentro del territorio comunal. Cabe destacar también la iglesia de San Miguel (San Michele, en italiano) en Sereto y la de San Lorenzo en Casignano, que conservan intactas sus características románicas. De los documentos del siglo XIII y siglo XIV, nos enteramos que en el municipio de Cavriglia las más antiguas familias feudales eran las del conde Guidi y la de la familia Ricasoli, con sus "consortes" Firidolfi; después, como en otras zonas del Valdarno, llegó a la vanguardia las poderosas familias de los Ubertini y de los Pazzi y, una infinidad de Franzesi. Hasta la segunda mitad del siglo XIII el Castillo de Montaio fue posesión de los Guidi, fortaleza gibelina en contra de la República de Florencia, la que, finalmente, lo conquistó. La misma suerte corrió el castillo Montegonzi, localidad mencionada en el "Decimario" del siglo XIII y XIV, con el nombre de San Pietro di Formica, que por primera vez fue posesión de los Guidi, después de los Ricasoli, y luego, después de 1314, de la República de Florencia, que compraron el castillo. Incluso Castillo Nuevo de La Habana (Castelnuovo d'Avane en italiano) (hoy de los Sabbioni), después de la batalla de Montaperti, tuvo que sufrir la furia de los gibelinos. En la misma Castelnuovo dei Sabbioni, una placa en la parte frontal de una casa, recuerda a quien la visita que "aquí vivió el pintor Andrea del Sarto; noticia "curiosa" que no se refleja en ninguna otra prueba documental.
En el territorio de la Municipalidad de Cavriglia también se hallan fortalezas medievales como el Castillo Montedomenichi, propiedad de los Ricasoli y que fue comprado en 1314 por la República de Florencia para servir como un bastión defensivo, como lo demuestran las impresionantes ruinas; y el Castillo de Pianfranzese, que fue luego casa de la familia noble de los Franzesi, pequeños nobles, tal vez vasallos de los Ubertini. En el siglo XII, Biccio y Musciatto Franzesi dieron vida en Francia, a una compañía mercantil que se convirtió en la empresa financiera de la corona. En París, en la calle Rue des Bourdonnais (todavía existente hoy en día, cerca del Louvre) se hizo construir un palacio conocido como el "Hotel des Sir Biche y Mouche" y se convirtieron en asesores de Felipe el Hermoso.
En la Edad Media el centro de las autoridades civiles de la región se encontraba en el castillo de Montaio el que, hasta la mitad del siglo XIII constituyó una de las principales posesiones de los Condes Guidi. A partir del siglo XIII, Florencia reorganizó los territorios que recaían bajo su propia influencia, reagrupando los pequeños pueblos del condado en confederaciones denominadas "Ligas". En el territorio cavrigliense lse fundó la Liga de La Habana (Lega d'Avane, en italiano) que se mantuvo viva hasta 1774. En este año, a raíz de las reformas Leopoldine, el territorio de la Liga de La Habana fue anexado a San Juan hasta ser sucesivamente seleccionado, a los inicios del siglo XIX, para formar el Municipio de Cavriglia. 
El Municipio de Cavriglia nació 17 de marzo de 1809, cuando se reunieron por primera vez el "Consejo de la Comuna". En ella, por voluntad del gobierno de Napoleón, se incorporaron los "pueblos" de Montaio, Montegonzi, Castelnuovo, Meleto, que anteriormente habían sido miembros de la Liga de La Habana, de la cual Montegonzi había sido la capital. Su territorio se extendía por las laderas orientales de los Montes del Chianti, en el Valdarno superior, y está surcado por numerosos ríos que descienden hacia el Arno.
Cavriglia está entre las ciudades condecoradas con el Valor Militar por la Guerra de Liberación, ya que se le otorgó la Medalla de Bronce al Valor Militar por los sacrificios de su población y sus actividades en la lucha partidista durante la Segunda Guerra Mundial. El 4 de julio de 1944 la comunidad de las fracciones de Meleto Valdarno, Castelnuovo dei Sabbioni, Massa dei Sabbioni y San Martín han sufrido una terrible masacre por las manos nazis, que cobró la vida de 191 civiles inocentes. 
En julio de 2006, Filipo Boni, investigador de Historia Contemporánea de la Universidad de Florencia, con la ayuda de la más importante memoria histórica de Cavriglia, Emilio Polverini, ha publicado por primera vez en sesenta años, el ensayo histórico "Golpe a la Comunidad» (Colpire la Comunità, en italiano), publicado por la Región de la Toscana y por el Instituto Histórico de la Resistencia Toscana), con prefacio del consejero regional Enzo Brogi,(por muchos años Síndico de la Comuna), fotos, nombres y apellidos de los culpables de la terrible carnicería, que se encuentran dentro del Archivo Nacional británico Archivo de Kew, anteriormente Oficina de Archivos Públicos. 
Hoy Cavriglia, a través de la súbita modificación de su propio territorio y las nuevas condiciones sociales creadas por la reciente industrialización, ha redescubierto la importancia de sus raíces históricas y culturales, y también promueve el conocimiento con fines turísticos para que se convierta en un destino para muchas personas que la elijan para pasar un período de descanso o unas vacaciones.

## Monumentos
En la parte más antigua de la región se encuentra la iglesia de San Juan (San Giovanni Battista) adyacente al "Museo di Arte" sacro. Un poco más afuera del territorio encontramos el Monasterio de Santa María. El Municipio se ha caracterizado por poseer una interesante colección de arte moderno. No muy distante del pueblo de Cavriglia se encuentra el Jardín Botánico "Carla Fineschi", parque botánico único en el mundo donde se cultivan mlillares de rosas de diversas variedades. Grandes acontecimientos históricos caracterizan al pequeño pueblo de Montegonzi, mientras que los apasionados por el arte románico no pueden dejar de visitar la Iglesia de S. Pancrazio. No olvidarse de la morada de Castelnuovo dei Sabbioni donde se encuentra el gran mural de Venturino Venturi en recuerdo de las víctimas de la masacre de la II Guerra Mundial y el Centro de documentación de la Minería del Lignito. Los amantes de la naturaleza pueden visitar el Parque de Cavriglia en la localidad de Poggio a Caiano y organizar una excursión para la exploración de las ruinas del castillo de Montedominici. A la sombra de las grandes chimeneas de la central termoeléctrica notamos la villa y la iglesia de Santa Bárbara.
- Rosaleda botánica Carla Fineschi (localidad de Casalone)
- Murales de Venturino Venturi - Castelnuovo dei Sabbioni
- Monumento a los Caídos de Venturino Venturi - Castelnuovo dei Sabbioni
- Iglesia de Santa María
- Parroquia di San Giovanni Battista
- Iglesia de San Pancrasio
- Villa y aldea de Barberino Meleto Valdarno (antes La Habana), siglo décimo.
- Central Termoeléctrica Santa Bárbara
- Iglesia de San Lorenzo en Borgo Casignano

## Ciudades hermanadas
- La Chapelle-Saint-Mesmin, Francia.

## Administración
- Junta Municipal: Lorella Ensoli (V.Sindaco-Cultura) - Edgardo Prosperi (Finanze) - Leonardo Degl'Innocenti o Sanni (Istruzione) - Marco Rinaldi (Ambiente) - Alessio Veneri (Servizi sociali)
- Secretario Comunal: Dott.ssa Antonella Romano
- Comuna: Telefax 055 966503 - Segreteria 055 9669733

- Clasificación sísmica: zona 2 (sismicidad medio-alta), Ordenanza PCM 3274 del 20/03/2003
- Clasificación climática: zona E, 2106 GR/G
- Difusividad atmosférica: alta, Ibimet CNR 2002

## Evolución demográfica
| Gráfica de evolución demográfica de Cavriglia entre 1861 y 2001 |
|                                                                 |
| Fuente ISTAT - elaboración gráfica de Wikipedia                 |

### Etnia y minorías extranjeras
Según los datos ISTAT al 31 de diciembre de 2009 la población extranjera residente era de 505 personas. La nacionalidad mayormente representada, sobre la base de su percentaje con respecto al total de la población residente era:
- Albania 148 1,57%
- Rumania 110 1,17%